# Тунде
35°15′17″ пн. ш. 100°34′39″ сх. д. / 35.25475° пн. ш. 100.57754° сх. д.
Тунде (також Габасумдо, кит. 同德县, пін. Tóngdé Xiàn, трансліт. Kawasumdo) — один із повітів КНР у складі Хайнань-Тибетської автономної префектури, провінція Цінхай. Адміністративний центр — містечко Габасумдо.

## Географія
Тунде у середньому лежить на висоті близько 3100 метрів над рівнем моря (перепад висот у діапазоні від 2648 до 4671 метрів) на північ від гір Аньє-Мачен на Тибетському плато. Західним кордоном повіту слугує річка Хуанхе.

### Клімат
Повіт знаходиться у зоні, котра характеризується континентальним субарктичним кліматом. Найтепліший місяць — липень із середньою температурою 14,2 °C. Найхолодніший місяць — січень, із середньою температурою -8,4 °С.
| Клімат повіту Тунде                                | Клімат повіту Тунде | Клімат повіту Тунде | Клімат повіту Тунде | Клімат повіту Тунде | Клімат повіту Тунде | Клімат повіту Тунде | Клімат повіту Тунде | Клімат повіту Тунде | Клімат повіту Тунде | Клімат повіту Тунде | Клімат повіту Тунде | Клімат повіту Тунде | Клімат повіту Тунде |
| Показник                                           | Січ.                | Лют.                | Бер.                | Квіт.               | Трав.               | Черв.               | Лип.                | Серп.               | Вер.                | Жовт.               | Лист.               | Груд.               | Рік                 |
| Середній максимум, °C                              | 1,9                 | 5,2                 | 9,3                 | 13,8                | 16,2                | 18,5                | 21,2                | 21,4                | 17,6                | 12,5                | 7,4                 | 2,9                 | 12,3                |
| Середня температура, °C                            | −8,4                | −4,6                | 0,1                 | 5,2                 | 8,7                 | 12                  | 14,2                | 13,7                | 9,9                 | 3,9                 | −2,7                | −7,7                | 3,7                 |
| Середній мінімум, °C                               | −16,1               | −12,5               | −7,3                | −2                  | 2,4                 | 6,5                 | 8,6                 | 8                   | 4,8                 | −2                  | −9,6                | −15,3               | −2,9                |
| Норма опадів, мм                                   | 2.2                 | 4                   | 8.2                 | 26.7                | 68.6                | 81.2                | 96.1                | 95.7                | 74.8                | 23.1                | 4.3                 | 1.2                 | 486.1               |
| Вологість повітря, %                               | 34                  | 34                  | 35                  | 44                  | 55                  | 63                  | 66                  | 66                  | 67                  | 58                  | 45                  | 35                  | 50                  |
| -------------------------------------------------- | ------------------- | ------------------- | ------------------- | ------------------- | ------------------- | ------------------- | ------------------- | ------------------- | ------------------- | ------------------- | ------------------- | ------------------- | ------------------- |
| Джерело: Дані метеостанції №52957 (КНР, 1991-2020) |                     |                     |                     |                     |                     |                     |                     |                     |                     |                     |                     |                     |                     |